# Amana Colonies
De Amana Colonies zijn zeven nederzettingen van Duitse piëtisten in Iowa, Verenigde Staten. Al in de jaren 1930 waren de kolonies een toeristische attractie.
Gedurende een periode van 80 jaar waren de kolonies bijna geheel zelfvoorzienend en leefde men in commune vorm. Er werd nauwelijks gehandeld met de geïndustrialiseerde Amerikaanse samenleving. Pas vanaf 1932, grotendeels gedwongen door de slechte economische omstandigheden, zocht men aansluiting bij de rest van de maatschappij.
In 2010 was het bevolkingsaantal van de afzonderlijke kolonies als volgt:
- Middle Amana (581)
- Amana of Main Amana (442)
- South Amana (159)
- Homestead (148)
- West Amana (135)
- High Amana (115)
- East Amana (56)

De gemeenschap als geheel is een National Historic Landmark sinds 1965.